# ده نصیر
۳۳°۲۴′۴۱٫۴۹″ شمالی ۴۹°۳۷′۴۳٫۱۴″ شرقی / ۳۳٫۴۱۱۵۲۵۰°شمالی ۴۹٫۶۲۸۶۵۰۰°شرقی
ده نصیر، روستایی‌است از توابع بخش مرکزی شهرستان الیگودرز در استان لرستان ایران. و در کیلومتر ۳ جاده الیگودرز، ازنا است. از شرق به شهرستان الیگودرز از جنوب به روستای سنج و کشکک از جنوب غربی به دهستان سور از غرب به شهرک صنعتی سنگ الیگودرز و از شمال به روستاهای عباس‌آباد و محمودآباد محصور شده‌است. رودخانه ماربره که از کوه‌های شرق الیگودرز سرچشمه می‌گیرد و از جنوب روستای ده نصیر عبور می‌کند. یافته‌های محققان و باستان شناسان از دو تپه تاریخی در این روستا قدمت آن را ۶۵۰ سال تخمین زده‌اند. این روستا به روستای فرهنگی معروف است. دلیل آن داشتن صدها نفر فرد تحصیل کرده از سالیان دور می‌باشد. که شامل رئیس دانشگاه، اساتید دانشگاهی، کارمندان بانک، شاعر، کارمندان دولت، معلم و فرهنگیان، پزشک، مهندسان خبره، روحانیون، می‌باشند. داراب گنجی کاندیدای اصلاح طلب دوره دهم نمایندگی مجلس شورای اسلامی متولد این روستا می‌باشد. همچنین در مورد روستای ده نصیر در فرهنگ لغت دهخدا به شرح زیر توضیحاتی داده شده‌است: ده نصیر. [دِه ْ ن َ] (اِخ) دهی است از دهستان بربرود بخش الیگودرز شهرستان بروجرد. واقع در ۶ هزار گزی باختر الیگودرز. دارای ۶۹۴ تن سکنه. آب آن از قنات تأمین می‌شود. راه آن اتومبیل رو.
روستا در دهستان پاچه‌لک شرقی قرار داشته و بر اساس سرشماری سال ۱۳۹۰جمعیت آن ۱۰۵۰نفر بوده‌است.

## امکانات
ده نصیر دارای مدرسه راهنمایی و ابتدایی و دبیرستان و پست بانک و درمانگاه و سالن ورزشی است. اجرای طرح هادی روستای ده نصیر از سوی بنیاد مسکن شهرستان الیگودرز باعث جدول‌کش، گازکشی و آسفالت معابر این روستا شده‌است و چهره آن را به روستایی مدرن تبدیل کرده‌است.

دشت ده نصیر